# Гріндаші
Гріндаші (рум. Grindași) — село у повіті Яломіца в Румунії. Входить до складу комуни Валя-Мекрішулуй.
Село розташоване на відстані 67 км на північний схід від Бухареста, 45 км на північний захід від Слобозії, 121 км на південний захід від Галаца, 141 км на південний схід від Брашова.

## Населення
За даними перепису населення 2002 року у селі проживали 640 осіб, з них 636 осіб (99,4%) румунів. Усі жителі села рідною мовою назвали румунську.